# Єжи Супернат
Єжи Станіслав Супернат (пол. Jerzy Supernat; нар. 29 травня 1951 року) — польський правник, професор, доктор юридичних наук, викладач Вроцлавського університету, фахівець з адміністративного права.

## Біографія
У 1969—1972 роках навчався на факультеті права й адміністрування Вроцлавського університету. У 1972—1974 — здобув ступінь магістра на тому ж факультеті.
1996 — навчання в Центрально-Європейському університеті, курс «Корпоративне управління в ринковій та перехідній економіках».
У 1982 році здобув науковий ступінь Ph.D. (доктор філософії) на основі дисертації під назвою «Інструменти функціонування державного управління. Навчання в галузі адміністративної науки».
На основі наукових досягнень та дисертації під назвою «Посилання на праксеологічні принципи в адміністративному праві» у 2003 році отримав титул габілітованого доктора. У 2015 році Президент Республіки Польща присвоїв йому звання професора юридичних наук. Також Єжи Супернат став професором Вроцлавського університету. Він був викладачем в Університеті менеджменту та банківської справи в Познані; відділення у Вроцлаві.
У 2017 році став членом Центральної комісії у справах ступенів і звань на період 2017—2020 років.
Член Дослідницької мережі з адміністративного права Європейського Союзу (Research Network on European Union Administrative Law).

## Науковий доробок
Є автором понад 145 опублікованих праць: монографії, підручники, дослідження, статті, рецензії, звіти тощо. Брав участь у більш ніж  100 польських та міжнародних конференціях. Підготував 300 магістерських праць.